# ユスキュダル

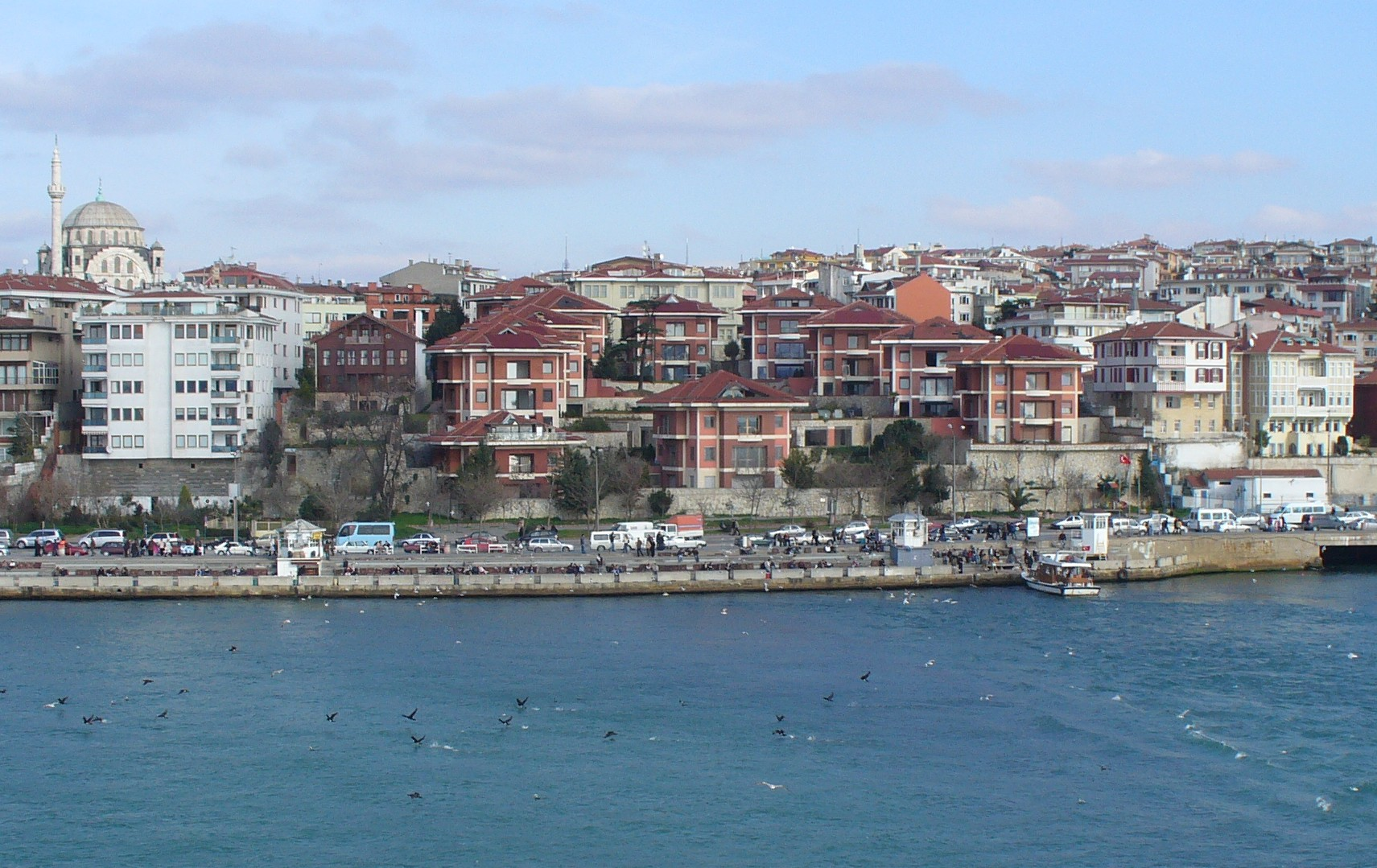

ユスキュダル（トルコ語: Üsküdar）は、トルコの都市イスタンブールに隣接する一地区。旧名スクタリ（Scutari、ギリシア語: Σκουτάριον）、古名クルソポリス（Chrysopolis）。イスタンブール県ユスキュダル郡の郡都に定められている。2007年当時の人口は約583,000人。
ユスキュダルはアナトリア半島に位置し、イスタンブールとはボスポラス海峡を介して面している。ユスキュダルとイスタンブールの間にはフェリーボートが多く運行されている。イスタンブールの郊外を形成し、イスタンブールの一部と見なされることもある。商工業ともに盛んで、町に近接するハイダルパシャ駅はアンカラ、バグダード方面へのアナトリア半島を横断する鉄道の起点である。

## 歴史
紀元前7世紀にメガラによって建設された造船所がユスキュダルの起源だと考えられている。クルソポリスはカルケドン（カドゥキョイ）の港として機能し、ペルシア方面への貢物の集積地ともなった。14世紀にユスキュダルはオスマン帝国の支配下に入る。1453年のコンスタンティノープルの陥落後はイスタンブールとともに発展し、アナトリアの隊商貿易の終着地として栄えた。
クリミア戦争中はイギリス軍基地となり、看護師のフローレンス・ナイチンゲールが活躍した陸軍野戦病院が置かれた。

## 建築物
1573年にオスマン皇帝セリム2世の妃ヌール・バヌーによって建立されたアトク・ワリデ・ジャーミをはじめとして、町には8のモスクが建てられている。

## その他
1950年代に世界的にヒットし、日本でも江利チエミの歌唱で知られたトルコ民謡の「ウスクダラ」（Üsküdar'a -「ユスキュダルへ（行ったら）」という意味）の舞台である。ただし、音羽たかしによる日本語訳詞はトルコ語の原歌詞とはほとんど関係がないエキゾチックな内容である。

## 友好関係
東京都渋谷区とのあいだで2005年（平成17年）5月、友好都市協定を締結した。以来両者は国際交流を行っており、ウスキュダル区には「渋谷通り」と命名された通りがあるほか、渋谷区の渋谷区立神宮前小学校には在日トルコ人子弟の教育を目的のひとつとするインターナショナルスクールが設置されている。

## 関連文献
- 『地球大図鑑』- ジェームス・F・ルール(2005年（平成17年）・ISBN 9784777050741)